# Anton Dawidowicz
Anton Dawidowicz (* 30. September 1910 in Wien; † 25. Juni 1993 in Wels) war ein österreichischer Musikpädagoge, Kapellmeister und Komponist.

## Leben

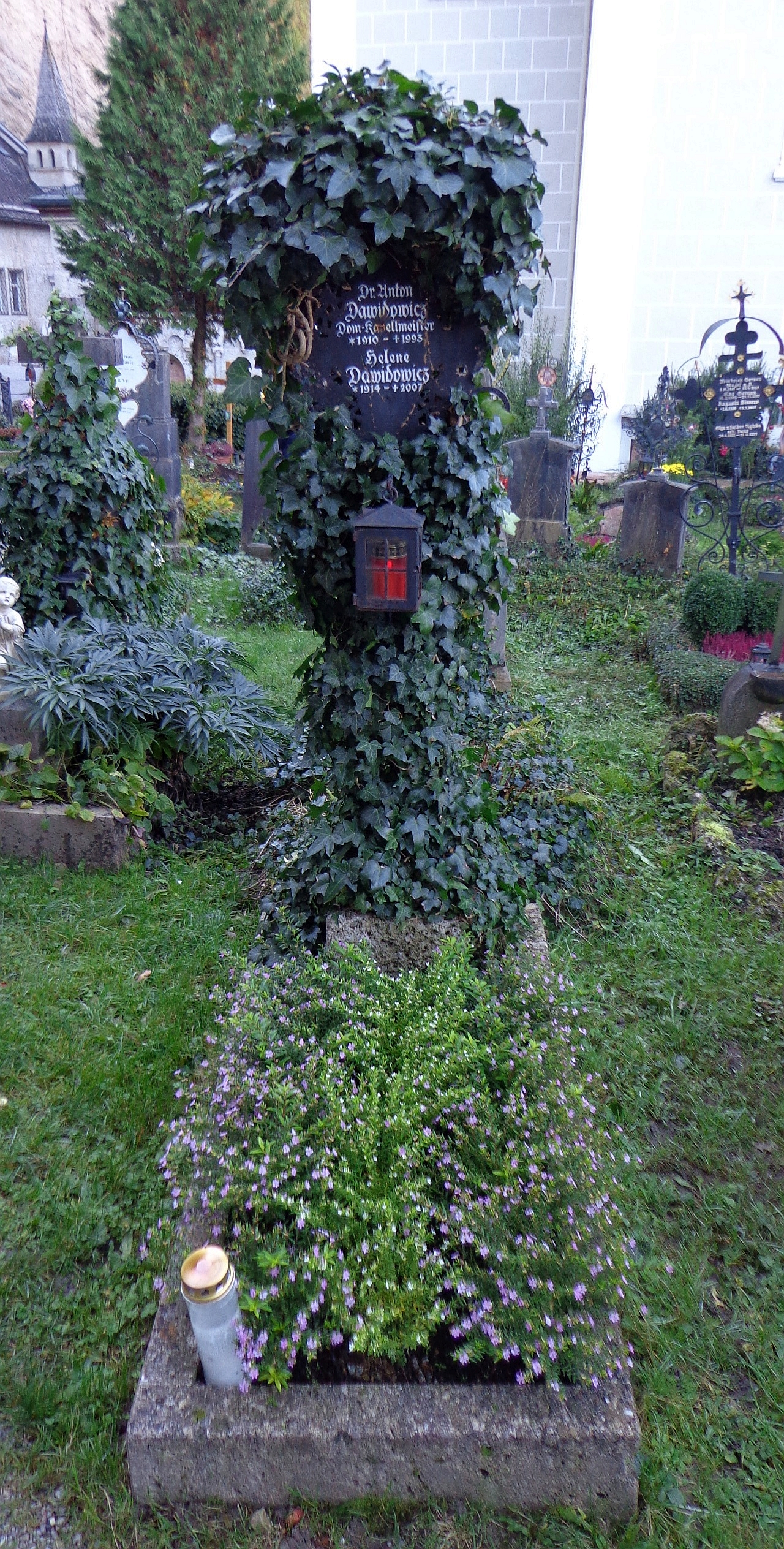
Petersfriedhof Salzburg, Grab von Anton Dawidowicz

Anton Dawidowicz (Dawidowicz = Sohn Davids) kam als Sohn von Franz und Maria Dawidowicz, geborene Schrottmüller, in der Paulusgasse 5 im 3. Bezirk in Wien zur Welt. Sein Großvater war aus Radautz (Bukowina / Österreich-Ungarn) nach Wien gezogen, dessen Vorfahren wiederum aus Armenien stammten.
Fünf Jahre lang besuchte Anton Dawidowicz die Privatvolksschule für Knaben der Schulbrüder (Erdbergstraße 45) und von 1921/22 bis zu seiner Matura 1930 das Humanistische Bundesgymnasium, Kundmanngasse 22. Im Herbst 1930 begann er seine Studien an der Philosophischen Fakultät der Universität Wien, wo ihm am 16. Juli 1934 das Absolutorium erteilt wurde. Anschließend konnte er an der Staatsakademie die Reifeprüfung für Kirchen- und Schulmusik (mit ausgezeichnetem Erfolg) und die Lehrbefähigungsprüfung für den Musikunterricht an Mittelschulen und Lehrerbildungsanstalten absolvieren. Einer seiner Lehrer war Karl Walter, der bis 1945 Domorganist zu St. Stephan war und als dessen Substitut er mit seinen Orgelimprovisationen an der monumentalen Walcker-Orgel große Bewunderung fand. Durch Vermittlung Vinzenz Gollers trat er 1934 die Stelle als Chorleiter und Organist an der Stadtpfarrkirche Lienz an (→ Butz-Orgel).
1939 musste er zum Militär, das Kriegsende erlebte er als Soldat einer Truppe, die sich durch gewaltige Fußmärsche aus Finnland zurückzog. Nach der Kriegsgefangenschaft nahm Anton Dawidowicz eine Tätigkeit als Musikerzieher an der Lehrerbildungsanstalt Salzburg auf, die schließlich zur Berufung zum Fachinspektor für Musikerziehung für die westlichen Bundesländer führte. Am 21. Dezember 1949 war er zudem an der Universität Wien promoviert worden, seine Dissertation hatte er bei dem zeitlebens ausgeprägt antisemitisch eingestellten Erich Schenk eingereicht. In Salzburg leitete Dawidowicz den Chor der Salzburger Lehrerinnenbildungsanstalt, gründete den Salzburger Singkreis, den Kinderchor von Radio Salzburg und trat als Organist an der Franz Mauracher-Orgel bei den Radiogottesdiensten aus der Salzburger Franziskanerkirche in Erscheinung. In diese Zeit fällt auch seine Berufung ans Mozarteum, wo er einen Lehrstuhl (1970–1980) für Chorleitung in den Abteilungen für Schul- und Kirchenmusik innehatte. Österreichweit bekannt wurde Dawidowicz als Herausgeber eines Liederbuchs, das insbesondere in den österreichischen Volksschulen Verwendung fand. Nach dem überraschenden Tod Joseph Messners wurde Anton Dawidowicz 1969 praktisch ad hoc Domkapellmeister am Salzburger Dom, ein Amt, das er bis zum Jahre 1985 ausübte. Neben seinen musikalischen Tätigkeiten war er auch Initiator und Mitbegründer der Werkwochen für Kirchenmusik, des Vereins der Freunde der Salzburger Dommusik sowie der Installierung der Salzburger Domkapellknaben. Nach seinem plötzlichen Tod wurde Anton Dawidowicz am Friedhof des Stiftes St. Peter unweit der Margarethenkapelle beigesetzt.

## Chronologische Auftritte (Auswahl)
1975
- 5. Juni 1975: Pontifikalamt im Salzburger Dom im Rahmen der 900-Jahr-Feier der Festung Hohensalzburg
Wolfgang Amadeus Mozart: Missa solemnis (KV337) für Soli, gemischter Chor und Orchester
Mitwirkende: Margareta Nessl, Uta Palzer, Kenneth Garrison, Hartmuth Müller, Domchor, Mozarteumorchester, Domorganist Zuckriegel, Domkpm. Anton Dawidowicz
Hinweis: Pontifikalamt wurde von Erzbischof Berg gehalten.
- 17. August 1975: Konzert im Salzburger Dom
Franz Schubert: Messe Nr. 2 in G-Dur für Soli, gemischten Chor, Streicher und Orgel
Mitwirkende: Bettina Cosack, Kenneth Garrison, Walter Raninger, Christa Hoffermann, Domchor, Mozarteumorchester, Domorganist Zuckriegel, Leitung: Domkpm. Dawidowicz
- 28. September 1975: Konzert im Salzburger Dom
Johann Joseph Fux: Missa Purificationis für Soli, gemischter Chor, Streicher und Orgelcontinuo
Mitwirkende: Bettina Cosack, Kenneth Garrison, Walter Raninger, Christa Hoffermann, Domchor, Mozarteumorchester, Domorganist Zuckriegel - Leitung: Domkpm. Anton Dawidowicz

1976
- 1. März 1976: Konzert im Salzburger Dom
Georg Christoph Wagenseil: Missa Gratias agimus tibi in A-Dur für Soli, gemischter Chor und Orchester
Mitwirkende: Margareta Nessl (Sopran), Kenneth Garrison (Tenor), Christa Hoffermann, Uta Palzer, William Hakkett, Gerhard Walterskirchen (Orgel), Domchor, Mozarteum-Orchester, Domkpm. Anton Dawidowicz
- 15. April 1976: Konzert im Salzburger Dom
Steffano Bernardi: Missa Il bianco e dolce cigno für Solo, vierstimmigen gemischten Chor und Orgel
Mitwirkende: Tenorsolo: Kenneth Garrison, Domorganist Zuckriegel, Domkpm. Anton Dawidowicz

## Werke
Kompositionen (Auswahl)
- Alleluja-Rufe (SATB)
- Das Salve Regina
- Ein ander schön Bittlied
- Es blühen drei Rosen
- 8 Marienlieder
- Advent und Weihnachten zu bekannten Kirchenliedern, f. SAB, Org oder 3 Melodieinstr.
- Passion und Ostern 3st. Sätze zu bekannten Kirchenliedern, f. SAB, Org oder 3 Melodieinstr.
- Passion nach dem Evangelisten Markus
- Wie schön scheint der Mond

Schriften
- Komm, sing mit! Helbling, Innsbruck 1962 (Merk- und Übungsheft für die musikalische Grundausbildung).